# Малмслет
Малмслет (на шведски: Malmslätt) е град в югоизточна Швеция, лен Йостерйотланд, община Линшьопинг. Намира се на около 220 km на югозапад от столицата Стокхолм и на 5 km на югозапад от Линшьопинг. Има жп гара и Музей на авиацията. Населението на града е 5036 жители, по приблизителна оценка от декември 2017 г.